# Rusticus von Treviso
Rusticus (bl. 579–590) war der zweite als gesichert geltende Bischof von Treviso, einer Stadt im Nordosten Italiens, die zu dieser Zeit noch Tarvisium hieß und zum Oströmischen Reich gehörte.

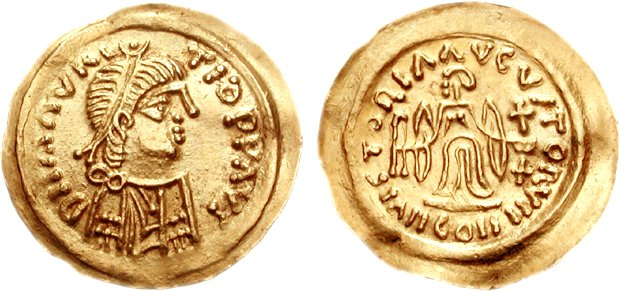
Langobardische Münze, geprägt zwischen 582 und 590; sie ahmt die oströmischen Münzen unter Kaiser Maurikios nach

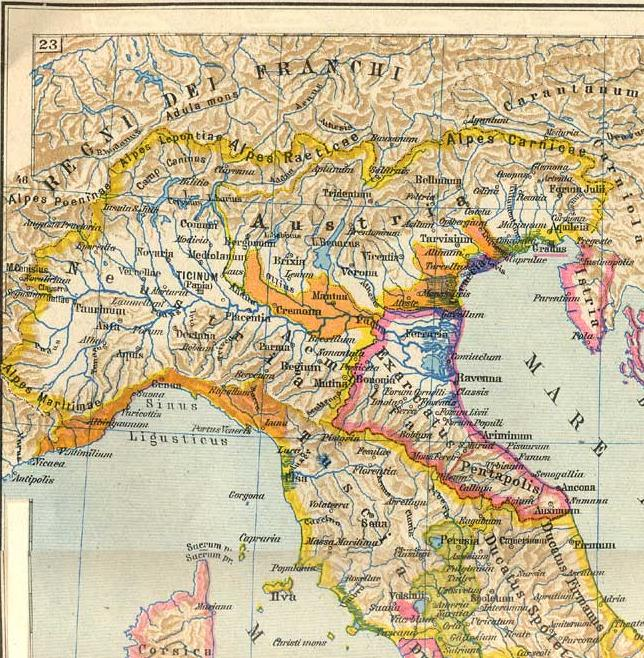
Langobardische und byzantinische Gebiete vor 603

Rusticus wird in der Historia Langobardorum aus dem späten 8. Jahrhundert erwähnt, die der Mönch Paulus Diaconus verfasste. Sein Werk gilt als die wichtigste Quelle zum Italien des 6. bis 8. Jahrhunderts.
Rusticus, dessen Lebensdaten genauso wenig überliefert sind wie die seines Vorgängers und die seines Nachfolgers, war in jenen Jahren Bischof, als der Dreikapitelstreit die Kirche des Westens spaltete, insbesondere den Nordosten Italiens. Rusticus wird von Paulus als einer der zwölf Bischöfe aufgezählt, die nicht zu Schismatikern wurden. Zuvor schildert er, dass zehn Bischöfe an der Synode von Marano (etwa 590) teilgenommen hätten, auf der der Patriarch Severus von Aquileia wieder aufgenommen wurde. Paulus Diaconus führt zwar zwölf Bischöfe auf, die sich gegen den Schismatiker Severus gewandt hätten, aber nicht alle von ihnen können in Marano dabei gewesen sein. Diese Unsicherheit bleibt auch bei Rusticus bestehen. Paulus stellte diese beiden Ereignisse offenbar unverbunden nebeneinander.
Wahrscheinlich starb Rusticus bereits 590 oder 591, jedenfalls noch bevor der gemeinsame Brief einer Reihe von Bischöfen an Kaiser Maurikios im Jahr 591 verfasst worden war, der allerdings nicht erhalten geblieben ist. Auf Rusticus war zu dieser Zeit bereits Felix II. gefolgt. In der Antwort befahl der Kaiser Papst Gregor, nicht weiter gegen die Schismatiker im Nordosten Italiens vorzugehen.